# Isaac Wahl

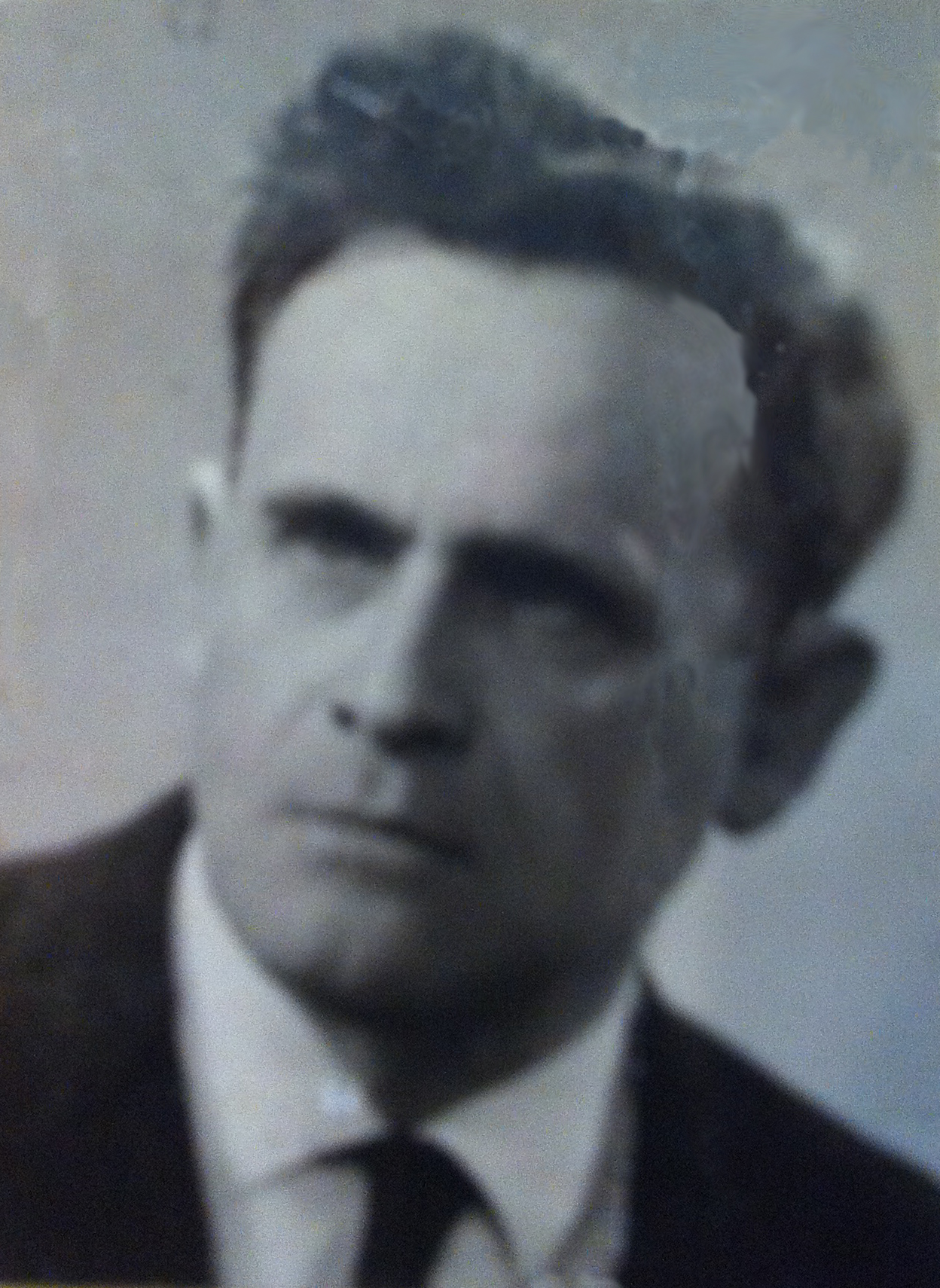

Isaac Wahl (* 1915 im Russischen Kaiserreich; † Januar 2004) war ein israelischer Professor für Pflanzenpathologie an der Universität Tel Aviv.
Sein botanisch-mykologisches Autorenkürzel lautet „I.Wahl“.
Wahl wuchs in Warschau auf und ging 1935 nach Palästina, wo er an der Hebräischen Universität Jerusalem studierte mit dem Masterabschluss 1940 und der Promotion 1947. Er war zunächst Professor an der Abteilung Agrarwissenschaft der Hebrew University und später an der Universität Tel Aviv. Er beschäftigte sich mit Pflanzenkrankheiten im weiteren ökologischen Rahmen. Insbesondere untersuchte er die Getreidesorten (Gerste, Hafer, Weizen) und ihre Wildpflanzen-Vorläufer und die dort vorkommenden Schädlinge und Krankheiten (wie Rostpilze), die ähnlich denen der Kulturpflanzen sind, aber bei der Wildform weniger Schäden anrichten. Die Untersuchungen wurden dadurch erleichtert, das Palästina zum Ursprungsgebiet dieser Kulturpflanzen gehörte. Seine Erkenntnisse nutzte er in der Züchtung widerstandsfähiger Sorten und in Empfehlungen für den Anbau.
Er leitete das Institut für Getreidezucht (Cereal Crops Improvement) an der Universität Tel Aviv, das 1982 gegründet wurde.
1964 erhielt er den Rothschild-Preis und 1979 den Harvey-Preis.

## Schriften
- Disease resistance from crop progenitors and other wild relatives, Herbert Utz Verlag, München 2003